# Хорваи, Иштван
Иштван Хорваи, при рождении — Иштван Хофман (венг. Horvai István; 15 декабря 1922, Сегед, Королевство Венгрия — 28 июня 2004, Будапешт, Венгрия) — венгерский театральный деятель, режиссёр театра и кино, педагог. Заслуженный артист Венгрии (1973). Народный артист Венгрии (1981). Дважды лауреат Государственной премии Венгрии имени Кошута (1951, 1953).

## Биография
Родился в еврейской семье. Его отец был директором типографии, но лишился работы из-за антиеврейских законов.
В 1941—1944 годах учился в Педагогическом колледже в Сегеде, где изучал режиссуру у Белы Бота . Его первой работой в 1945 году стал Молодежный камерный театр в Сегеде. Затем, в 1945—1947 годах — в Венгерском театре (Magyar Színház),
затем в 1947—1948 годах — в Национальном театре в Будапеште.
В 1948—1949 годах — аспирант Ленинградского театрального института.
В 1949—1950 годах — главный режиссёр детского театра, в 1950—1951 — его руководитель. В 1951—1956 годах был директором театра Мадаха . С 1957 по 1960 год — директор Национального театра в Мишкольце . В период с 1960 по 1962 год работал директором Будапештского театра оперетты. С 1962 по 1979 год главным режиссёром Театром комедии в Будапеште. С 1979 по 1985 год также был его директором.
В 1971—1999 годах занимался преподавательской деятельностью в столичной Академии театра и кино.
В своих постановках использовал метод Станиславского.
На сценах с успехом шли поставленные им пьесы Лопе де Вега, Мольера, Карло Гольдони, А. Островского, Чехова, Бертольта Брехта, К. Тренёв, венгерских драматургов.
Снял фильмы («A Hanákné ügy» (1969), «Az elsőszülött» (1973), «Három nővér» (1975).

## Награды
- Государственная премия Венгрии имени Кошута (1951, 1953).
- Заслуженный артист Венгрии (1973)
- Народный артист Венгрии (1981)
- Золотой Орден Заслуг (Венгрия) (1983)
- Премия Имре Робоза в области искусства (1991)